# Cerkiew Przemienienia Pańskiego w Wierzchniach
Cerkiew pod wezwaniem Przemienienia Pańskiego – prawosławna cerkiew parafialna w Wierzchniach. Należy do dekanatu postawskiego eparchii połockiej i głębockiej Egzarchatu Białoruskiego Patriarchatu Moskiewskiego. Znajduje się w zachodniej części wsi.

## Historia
Świątynia została wybudowana z drewna w 1886 r. W 1961 r. cerkiew została zamknięta i umieszczono w niej magazyn. W 1989 roku budynek został przekazany wiernym i wznowiono w nim nabożeństwa.
W 2003 roku w świątyni przeprowadzono prace remontowe.

## Architektura
Świątynia ma 3-częściową trójwymiarową kompozycję przestrzenną: prostokątny w planie babiniec, salę modlitewną i apsydę. Zręby nakryte są dachami dwuspadowymi, apsyda czterospadowymi.

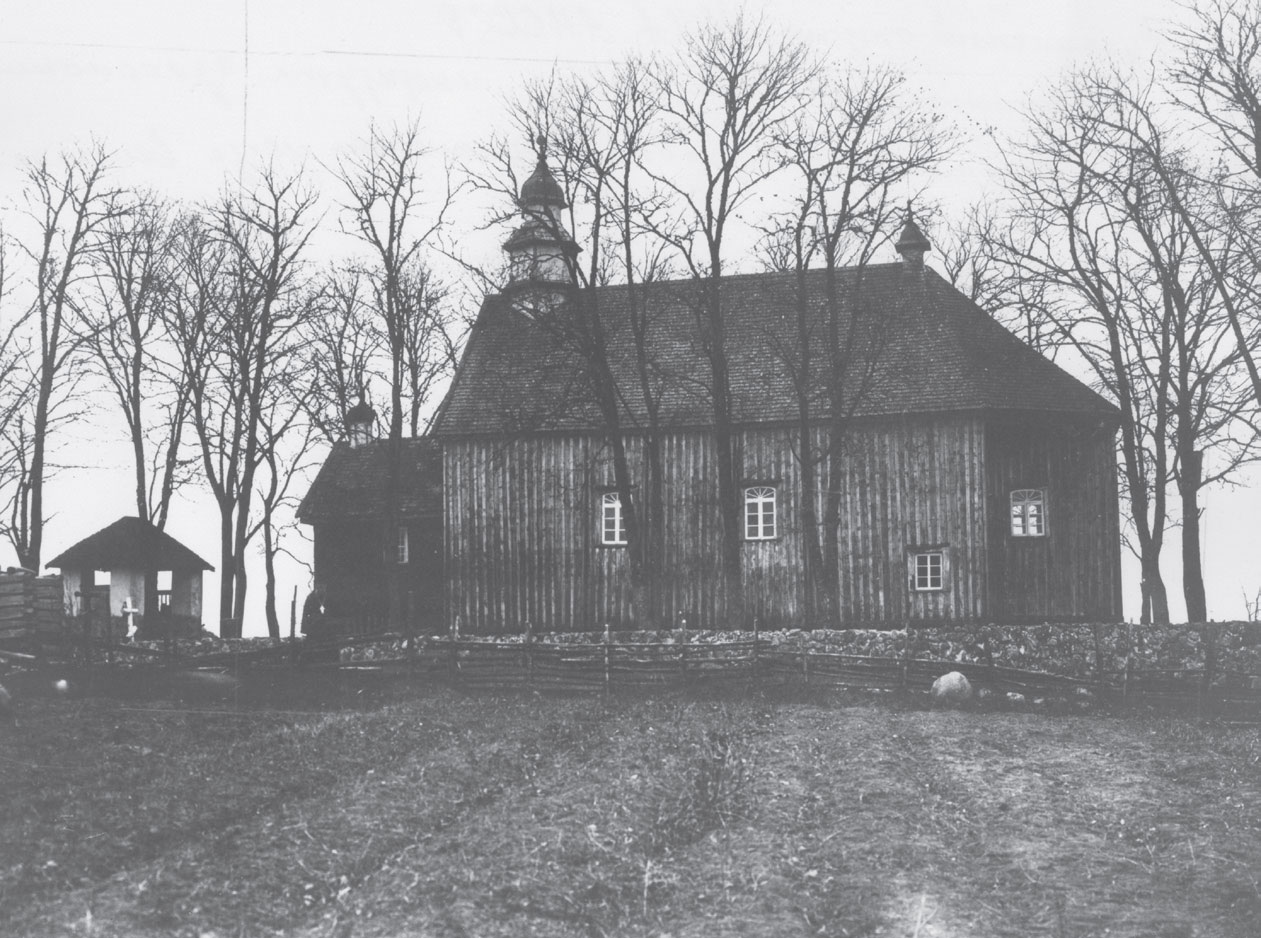
Świątynia na pocz. XX w.